# Saison 2013-2014 de l'AS Nancy-Lorraine
Maillots
Dernière mise à jour : 21 juillet 2014.
Chronologie
Saison précédente Saison suivante
L'AS Nancy-Lorraine joue lors de la saison 2013-2014, en deuxième division. Cette saison voit le club s'engager dans trois compétitions que sont la Ligue 2, la Coupe de France et la Coupe de la Ligue.

## Résumé de la saison
Malgré la relégation en Ligue 2 après 8 saisons passées en Ligue 1, Jacques Rousselot renouvèle sa confiance à Patrick Gabriel, qui avait permis à l'équipe de se relancer durant la seconde partie de la saison précédente. L'effectif reste peu modifié, mais l'équipe rate son début de championnat, notamment marqué par une lourde défaite (3-0) chez le rival FC Metz, promu de National, lors de la 8e journée.
Le 12 octobre 2013, Pablo Correa fait son retour comme entraîneur après 2 ans passés à Évian, Patrick Gabriel retrouvant son poste au centre de formation. L'ASNL enchaîne immédiatement 4 victoires consécutives, puis retrouve le haut du classement, mais connaît ensuite un coup d'arrêt après une seconde défaite lors du derby lorrain face au FC Metz. L'ASNL termine finalement à la 4e place du classement du championnat, à trois points du dernier promu, le SM Caen.

## Avant-saison
Pour le premier match de préparation l'ASNL va gagner à Essey grâce à des buts de Zitte et Cuvillier.
Pour le deuxième match de préparation l'ASNL fait match nul à Épinal avec un but de Zitte.
Pour le troisième match de préparation l'ASNL va gagner à Raon grâce à des buts de Diagne et Zitte.
Pour le quatrième match de préparation l'ASNL va quitter Troyes sur un score nul et vierge.
Pour le cinquième match de préparation l'ASNL va faire match nul contre Sochaux avec un but de Zitte.
Pour le sixième match de préparation l'ASNL va gagner contre Colmar grâce à un but de Bassilekin.
Pour le septième match de préparation l'ASNL va faire match nul contre Créteil avec un doublé de Ayasse et un but de Grange.

### Transferts
| Été             |             |           |                            |            |
| Nom             | Prénom      | Transfert | Provenance/Destination     | Division   |
| Arrivées        |             |           |                            |            |
|                 |             |           |                            |            |
| Fins de Contrat |             |           |                            |            |
| Cuffaut         | Joffrey     |           | Le Mans (DH) / Nancy       | Ligue 2    |
| Bellugou        | François    |           | Guingamp (L1) / Nancy      | Ligue 2    |
| Retours de prêt |             |           |                            |            |
| Cuvillier       | Alexandre   |           | Caen (L2) / Nancy          | Ligue 2    |
| Mollo           | Yohan       |           | Saint-Étienne (L1) / Nancy | Ligue 2    |
| Jeannot         | Benjamin    |           | Châteauroux (L2) / Nancy   | Ligue 2    |
| Prêts           |             |           |                            |            |
|                 |             |           |                            |            |
| Départs         |             |           |                            |            |
|                 |             |           |                            |            |
| Fins de Contrat |             |           |                            |            |
| Staerck-Weille  | Nicolas     |           | Nancy / Auxerre            | Ligue 2    |
| Sané            | Salif       |           | Nancy / Hanovre (ALL)      | Bundesliga |
| Bakar           | Djamel      |           | Nancy / Montpellier        | Ligue 1    |
| Alo'o Efoulou   | Paul        |           | Libre                      |            |
| Lotiès          | Jordann     |           | Nancy / Osasuna (ESP)      | Liga       |
| Jeanvier        | Julian      |           | Nancy / Lille              | Ligue 1    |
| Retours de prêt |             |           |                            |            |
| Jebbour         | Yassine     |           | Nancy / Rennes             | Ligue 1    |
| Prêts           |             |           |                            |            |
| N'dy Assembé    | Guy-Rolland |           | Nancy / Guingamp           | Ligue 1    |
| Mollo           | Yohan       |           | Nancy / Saint-Étienne      | Ligue 1    |

| Hiver           |         |           |                        |          |
| Nom             | Prénom  | Transfert | Provenance/Destination | Division |
| Arrivées        |         |           |                        |          |
|                 |         |           |                        |          |
| Fins de Contrat |         |           |                        |          |
| Beunardeau      | Quentin |           | Le Mans (DH) / Nancy   | Ligue 2  |
| Départs         |         |           |                        |          |
|                 |         |           |                        |          |

## Buteurs

### Classement buteurs
| Place | Nom                    | Ligue 2 | Coupe de France | Coupe de la Ligue | Amical  | TOTAL des BUTS |
| 1     | Alexandre Cuvillier    | 2 buts  | 1 but           | -                 | 1 but   | 4 buts         |
| -     | Jeff Louis             | 3 buts  | -               | 1 but             | -       | 4 buts         |
| -     | Florent Zitte          | -       | -               | -                 | 4 buts  | 4 buts         |
| 2     | Lossémy Karaboué       | 3 buts  | -               | -                 | -       | 3 buts         |
| -     | Benjamin Moukandjo     | 3 buts  | -               | -                 | -       | 3 buts         |
| 3     | Thomas Ayasse          | -       | -               | -                 | 2 buts  | 2 buts         |
| -     | Karim Coulibaly        | 1 but   | 1 but           | -                 | -       | 2 buts         |
| -     | Benjamin Jeannot       | 2 buts  | -               | -                 | -       | 2 buts         |
| -     | Joël Sami              | 2 buts  | -               | -                 | -       | 2 buts         |
| -     | Rémi Walter            | 1 but   | -               | 1 but             | -       | 2 buts         |
| -     | Contre-son-camp        | 2 buts  | -               | -                 | -       | 2 buts         |
| 4     | Jean-Landry Bassilekin | -       | -               | -                 | 1 but   | 1 but          |
| -     | Modou Diagne           | -       | -               | -                 | 1 but   | 1 but          |
| -     | Romain Grange          | -       | -               | -                 | 1 but   | 1 but          |
| Total | 13 buteurs             | 18 buts | 0 but           | 2 buts            | 10 buts | 30 buts        |